# Берґотт
Берґотт — персонаж роману Марселя Пруста «У пошуках утраченого часу» .
Берґотт уособлює в творі відомого романіста, яким захоплюється оповідач, так само як і музикантом Вентейлем та художником Ельстіром. Основним прототипом Берґотта є французький прозаїк Анатоль Франс, якого високо цінував Марсель Пруст. Іноді також згадують письменника Поля Бурже.

## Поява Берґотта у «Пошуках»
Уперше оповідач чує про Берґотта від свого друга Альбера Блока в першій частині першого тому («Комбре»). Дружба Берґотта з Жільбертою Сванн інтригує оповідача. У другому томі («У затінку дівчат-квіток») Маркіз де Норпуа критикує його особисте життя й талант. Оповідач дивується його цапиній борідці та носу, схожому на штопор, коли зустрічає його у Сванна. У третьому томі («Ґермантська сторона») Берґотт часто відвідує салон герцогині Ґермантської, яка йому подобається. Незважаючи на те, що він дуже хворий, він часто відвідує Марселя під час хвороби його бабусі. Берґотт страждає від безсоння і нічних кошмарів. Зачинившись вдома, він зневажає весь світ, втім його твори починають втрачати свою популярність.
В одному з найвідоміших епізодів «Полонянки» розповідається про смерть Пруста: під час нападу уремії він встає, щоб піти подивитися на картину Вермера «Краєвид Делфта». Дивлячись на «кавалок жовтої стіни», він падає замертво.

## Епізод з кавалком жовтої стіни

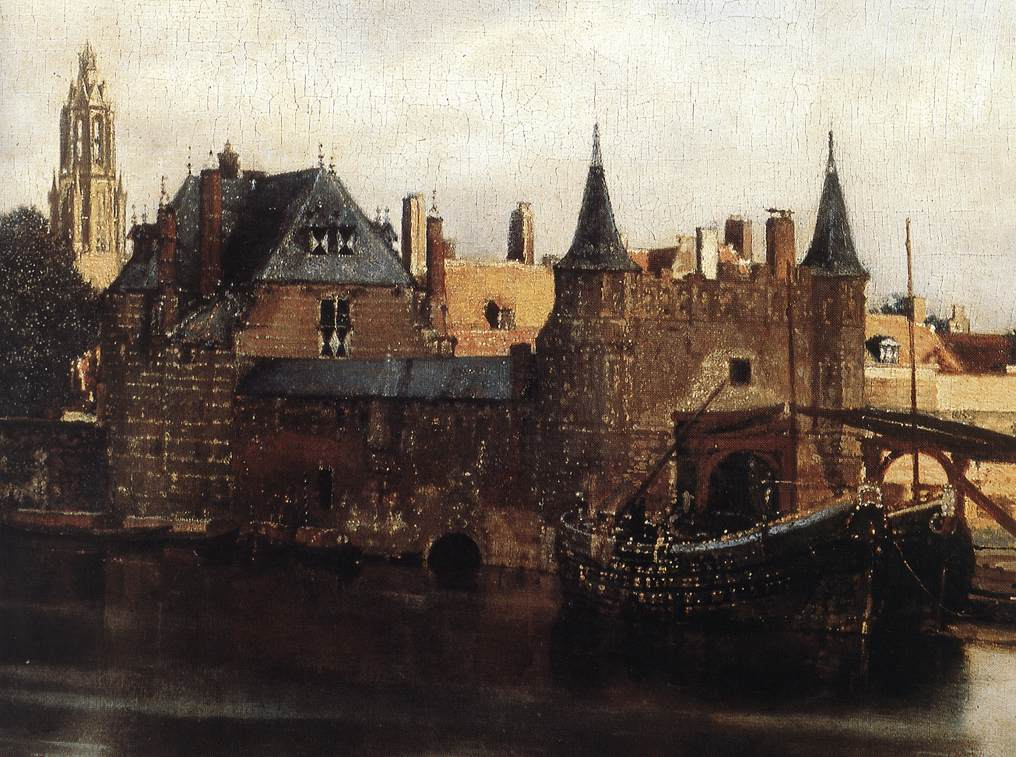
Деталь «Краєвиду Делфта». «Малий жовтий шматок стіни», який розташований праворуч на картині, фактично є дахом. Чи мала ця плутанина на меті опис змішаних вражень і процесу свідомості?

По суті, Пруст описує «нездужання», яке він відчув у 1921 році під час відвідин Національної галереї Же де Пом на руці Жан-Луї Водуає,, і яке, як вічно хворий, він передбачив, уявивши цю смерть для свого героя кілька днів тому. Однак на фотографії, зробленій під час цього візиту, зображено відважного Марселя Пруста, який після обіду в Ріц відвідав ще одну виставку Енгра.
Повернувшись додому пізно ввечері, повністю виснажений і переживаючи, як він сам вважав, власну агонію, Пруст продиктував Селесті Альбаре кілька змін чи доповнень до тексту про смерть Берґотта. Ця смерть дає відповідь на знамените запитання, що передує епізоду з мадленкою: «Мертвий увесь?»

| «Досить легкий напад уремії спричинився до того, що йому приписано спочин. Та оскільки якийсь там критик написав, що в Вермееровій «Видові Дельфта» (позиченому гаазьким музеєм на голландську виставку), в картині, яку Берґотт божествив і, як йому здавалося, добре знав, кавалок жовтої стіни (Берґотт її не пам’ятав) вималюваний так гарно, що навіть у цьому окремо взятому фрагменті можна вбачати шедевр хінської штуки, самодостатній у своїй красі, то Берґотт, під’ївши картоплі, вийшов із дому й рушив на виставку. Уже на перших приступках сходів відчув, як голова пішла йому обертом. Минаючи кілька полотен, він спізнав враження черствости й безплідности такого вимізкуваного мистецтва, не вартого найелементарнішого протягу чи там сонця в якомусь венеційському палаці чи в скромненькій літнівці на морському березі. Нарешті він опинився перед Вермеером; він пам’ятав його яскравішим, оригінальнішим від усього того, що знав, але нині, завдяки критичній статті, вперше зауважив дрібні людські постаті, витримані у блакитних тонах, рожевий пісок і, нарешті, чудову фактуру кавалка жовтої стіни. Запаморока посилилась; Берґотт уп’явся очима в урочу стіну, як дитина в жовтого метелика, якого збирається накрити долонею. «Ось як треба мені писати, – сказав він сам собі. – Мої останні книжки засухі, на них треба накласти кілька шарів фарби й домогтися самоцінности кожного речення на кшталт жовтої стіни». Одначе він усвідомлював, що ця запаморока не жарт. На одній шальці небесних терезів йому уявилося власне життя, а на другій – стіна, прегарно мальована нажовто. Берґотт відчував, що необачно віддав перше за друге. «Мені зовсім неохота, – сказав він собі, – фігурувати у зв’язку з цією виставкою в вечірній рубриці випадків». Він повторював подумки: «Кавалок жовтої стіни з дашком, кавалок жовтої стіни». Аж це звалився на округлу канапу; впав і враз перестав думати про те, що його життя загрожене, і, відзискуючи оптимізм, сказав собі: «Це просто нестравність, недоварена картопля, та й годі». Тут стався новий удар: Берґотт скотився на землю, збіглися відвідувачі, а з ними й хранителі. Він був мертвий. Мертвий увесь? Хто може це сказати? Спіритичні досліди, як і догмати релігійні, не можуть довести, що душа не вмирає. Можна сказати одне: усе в нашому житті діється так, ніби ми вступали в нього з тягарем зобов’язань, узятих нами на себе в попередньому житті; в умовах нашого буття на цьому світі немає ніякого глузду вважати себе зобов’язаним робити добро, бути делікатним, навіть ґречним, нема ніякого глузду митцеві-безвірникові вважати себе зобов’язаним переробляти двадцять разів один твір, успіх якого мало обходитиме його тіло, точене червою, – як отой фрагмент жовтої стіни, який намалював із таким кунштом і рафінованістю невідомий маляр, досить приблизно охрещений іменем Вермеер. Усі ці зобов’язання, не санкціоновані в нинішньому житті, немовби належать до іншого світу, спертого на доброту, на сумління, на жертовність, до світу, зовсім не схожого на цей, до світу, який ми покидаємо, аби спершу народитися на цій землі, а вже потім, може, повернутися туди, і знову жити за незнаними законами, яким ми підкорялися, бо носили їх у собі, не відаючи, хто в нас накреслив ці закони, до яких нас наближає всяка глибока духовна праця і які невидимі лише – та й то питання! – дурням. Отож, думка, що Берґотт помер не ввесь, не побавлена вірогідности. Його поховано, але цілу скорботну ніч ув осяяних вітринах книжки його, розкладені по три вряд, чували, як янголи з розгорнутими крилами, і здавалися символом воскресіння того, кого вже не було». |
| |

## Берґотт і поетична майстерність Пруста
Епізод з кавалком жовтої стіни дає автору, що ідентифікує себе зі своїм персонажем, можливість передати через Берґотта свою поетичну майстерність. Критикуючи класичну красномовність, «враження сухості й непотрібності такого штучного мистецтва», він заздрить світлій скромності плями фарби на стіні й радить собі «нанести кілька шарів фарби, щоб моє речення було само по собі дорогоцінним, як цей маленький жовтий кавалок стіни».
Але Пруст виділяє не стільки живописну техніку, перенесену на письмо, скільки щось спільне для художника й письменника, щось, що перетворює матерію, шари фарби або послідовність речень на осмислений витвір мистецтва, і що є стилем, за допомогою якого розум, свідомий, але також несвідомий і мрійливий, розум глядача, розум читача, синтезує елементи. «Стиль для письменника, як і колір для художника, - це питання не тільки техніки, але й бачення».
У момент смерті Берґотт відчував, що не впорався зі своєю роботою, оскільки не зміг змусити свій текст говорити, висловити назовні внутрішню істину, яка структурує враження, викликані зовнішнім виглядом, подібно до того, як Вермер надає форму тому, що знаходиться перед очима, простою грою світла, відтінками контрасту, відповідністю кольорів, протиставленням яскравості, променем сонця праворуч, тінню хмари ліворуч, блакитним небом, на якому домінує сіра хмара, кам'янним мостом та його відображенням у воді каналу Шіє.  Письменник-невдаха - це той, хто описує, не розуміючи. Ось чому Пруст не соромиться цитувати текст статей Водуає 1921 року в L'Opinion, критиків, які прославили Вермера та деталі його «найпрекраснішої картини у світі», «маленькі блакитні постаті, щоб пісок був рожевим, і, нарешті, дорогоцінний матеріал цього дуже маленького жовтого кавалку стіни».

## Додатки